# Stereotypes
"Stereotypes" é uma canção escrita por Damon Albarn, Graham Coxon, Alex James e Dave Rowntree, gravada pela banda Blur.
É o terceiro single do quarto álbum de estúdio lançado a 11 de Setembro de 1995, The Great Escape.

## Paradas
| Paradas (1996)                 | Posições |
| ------------------------------ | -------- |
| Reino Unido - UK Singles Chart | 7        |